# Bulbophyllum plagiopetalum
Bulbophyllum plagiopetalum är en orkidéart som beskrevs av Rudolf Schlechter. Bulbophyllum plagiopetalum ingår i släktet Bulbophyllum och familjen orkidéer. Inga underarter finns listade i Catalogue of Life.